# Montagu Love
Montagu Love, född 15 mars 1877 i Portsmouth, England, död 17 maj 1943 i Beverly Hills, Kalifornien, USA, var en brittisk skådespelare. Han kom till USA på 1910-talet och medverkade framförallt på 1920-talet i många stumfilmer.

## Filmografi i urval
- 1926 – Shejkens son
- 1928 – Stormen
- 1936 – Champagne Charlie
- 1937 – Fången på Zenda
- 1937 – Prinsen och tiggaren
- 1938 – Robin Hoods äventyr
- 1939 – Gunga Din - lansiärernas hjälte
- 1940 – Slaghöken
- 1940 – Nordvästpassagen
- 1940 – Reuter meddelar
- 1940 – Doktor Ehrlich
- 1940 – Allt detta och himlen därtill
- 1941 – Hemliga Higgins
- 1941 – Shining Victory
- 1943 – Alla himlar öppna sig